# Успение Богородично (Неа Силата)
Вижте пояснителната страница за други значения на Успение Богородично.
„Успение Богородично“ (на гръцки: Kοιμήσεως της Θεοτόκου) е възрожденска православна църква, разположена в Неа Силата (Карвия) на полуостров Касандра. Църквата е старият енорийски храм на селото и е построена в 1848 или в 1865 година върху руините на византийска църква, унищожена при потушаването на Халкидическото въстание в 1821 година от Байран паша.
В архитектурно отношение представлява трикорабна базилика с камбанария. Има богат резбован иконостас и ценни икони. В зидарията са използвани мраморни архитектурни елементи и надписи от римско време.
Църквата служи за енорийски храм до 1958 година, когато завършва строежът на новия храм „Успение Богородично“, разположен непосредствено до стария. В 1990 година църквата е обявена за паметник на културата. Църквата е под грижите на 10 ефория за византийски старини.